# Coupe Intertoto 2006
Navigation
Édition précédente Édition suivante
La Coupe Intertoto 2006 est la douzième édition de la Coupe Intertoto organisée par l'Union des associations européennes de football (UEFA). Elle se déroule en juin et juillet 2006. La compétition se déroule selon une nouvelle formule. Le nombre de tours est réduit de cinq à trois et la Coupe Intertoto permet à non plus trois, mais onze équipes de se qualifier pour la Coupe UEFA, où elles font leur entrée lors du deuxième tour de qualification.
Parmi les onze équipes ayant remporté le troisième tour de la Coupe Intertoto, celle qui va le plus loin en coupe UEFA se voit attribuer un trophée et est déclarée vainqueur de la Coupe Intertoto 2006. Ce privilège revient à Newcastle United, qui est le seul à atteindre les seizièmes de finale,.

## Premier tour
Les matchs du premier tour se sont déroulés les 17 et 18 juin pour les matchs aller, et les 24 et 25 juin pour les matchs retour.
| Match | Pays | Club                | Aller | Total  | Retour | Club             | Pays |
| ----- | ---- | ------------------- | ----- | ------ | ------ | ---------------- | ---- |
| 1     |      | Pobeda Prilep       | 2 - 2 | 2 - 4  | 0 - 2  | Farul Constanţa  |      |
| 2     |      | UE Sant Julià       | 0 - 3 | 0 - 8  | 0 - 5  | NK Maribor       |      |
| 3     |      | Zrinjski Mostar     | 3 - 0 | 4 - 1  | 1 - 1  | Marsaxlokk FC    |      |
| 4     |      | Ethnikos Achna      | 4 - 2 | 5 - 4  | 1 - 2  | Partizan Tirana  |      |
| 5     |      | FC Nitra            | 6 - 2 | 12 - 2 | 6 - 0  | CS Grevenmacher  |      |
| 6     |      | Kilikia Erevan      | 1 - 5 | 1 - 8  | 0 - 3  | Dinamo Tbilissi  |      |
| 7     |      | MKT Araz Imisli     | 1 - 0 | 1 - 2  | 0 - 2  | FC Tiraspol      |      |
| 8     |      | Chakhtior Karagandy | 1 - 5 | 4 - 6  | 3 - 1  | MTZ-RIPA Minsk   |      |
| 9     |      | Dinaburg Daugavpils | 1 - 1 | 2 - 1  | 1 - 0  | HB Tórshavn      |      |
| 10    |      | Vėtra Vilnius       | 0 - 1 | 0 - 5  | 0 - 4  | Shelbourne FC    |      |
| 11    |      | ÍBK Keflavík        | 4 - 1 | 4 - 1  | 0 - 0  | Dungannon Swifts |      |
| 12    |      | Tampere United      | 5 - 0 | 8 - 1  | 3 - 1  | Carmarthen Town  |      |
| 13    |      | Narva Trans         | 1 - 6 | 1 - 8  | 0 - 2  | Kalmar FF        |      |

## Deuxième tour

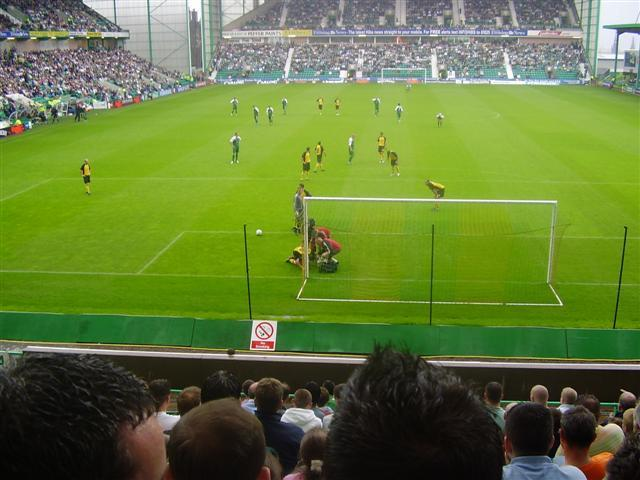
Match Hibernians-Dinaburg

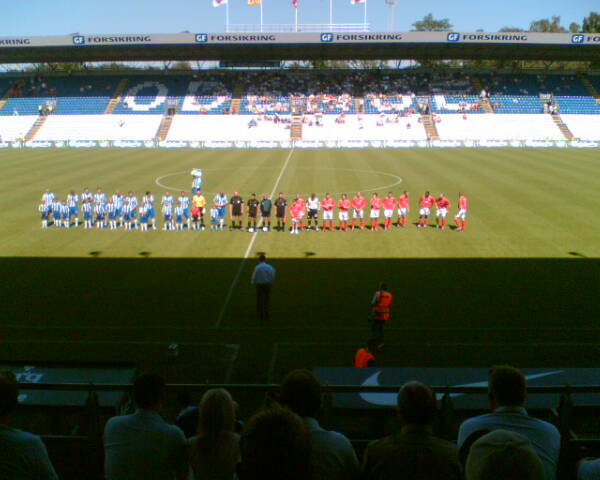
Match OB Odense-Shelbourne

Les matchs du deuxième tour de la coupe Intertoto se jouent les 1 et 2 juillet pour les matchs aller, et les 8 et 9 juillet pour les matchs retour.
| Match | Pays | Club                 | Aller | Total  | Retour | Club                   | Pays |
| ----- | ---- | -------------------- | ----- | ------ | ------ | ---------------------- | ---- |
| A     |      | FC Sopron            | 3 - 3 | 3 - 4  | 0 - 1  | Kayserispor            |      |
| B     |      | Farul Constanţa      | 2 - 1 | 3 - 2  | 1 - 1  | Lokomotiv Plovdiv      |      |
| C     |      | Zeta Golubovci       | 1 - 2 | 1 - 4  | 0 - 2  | NK Maribor             |      |
| D     |      | Maccabi Petah-Tikvah | 1 - 1 | 4 - 2  | 3 - 1  | HSK Zrinjski Mostar    |      |
| E     |      | NK Osijek            | 2 - 2 | 2 - 2E | 0 - 0  | Ethnikos Achna         |      |
| F     |      | Grasshopper Zürich   | 2 - 0 | 4 - 0  | 2 - 0  | FK Teplice             |      |
| G     |      | FC Nitra             | 2 - 1 | 2 - 3  | 0 - 2  | Dniepr Dniepropetrovsk |      |
| H     |      | SV Ried              | 3 - 1 | 4 - 1  | 1 - 0  | Dinamo Tbilissi        |      |
| I     |      | FC Tiraspol          | 1 - 0 | 4 - 1  | 3 - 1  | Lech Poznań            |      |
| J     |      | FK Moscou            | 2 - 0 | 3 - 0  | 1 - 0  | MTZ-RIPA Minsk         |      |
| K     |      | Hibernian Édimbourg  | 5 - 0 | 8 - 0  | 3 - 0  | Dinaburg Daugavpils    |      |
| L     |      | OB Odense            | 3 - 0 | 3 - 1  | 0 - 1  | Shelbourne FC          |      |
| M     |      | Lillestrøm SK        | 4 - 1 | 6 - 3  | 2 - 2  | ÍBK Keflavík           |      |
| N     |      | Tampere United       | 1 - 2 | 3 - 5  | 2 - 3  | Kalmar FF              |      |

## Troisième tour
Les matchs du troisième tour se sont tenus les 15 et 16 juillet pour les matchs aller, et le 22 juillet pour les matchs retour.
| Match | Pays      | Club                   | Aller | Total  | Retour | Club                   | Pays |
| ----- | --------- | ---------------------- | ----- | ------ | ------ | ---------------------- | ---- |
| 1     |           | AJ Auxerre             | 4 - 1 | 4 - 2  | 0 - 1  | Farul Constanţa        |      |
| 2     |           | AEL Larissa            | 0 - 0 | 0 - 2  | 0 - 2  | Kayserispor            |      |
| 3     |           | Villarreal CF          | 1 - 2 | 2 - 3  | 1 - 1  | NK Maribor             |      |
| 4     |           | Maccabi Petah-Tikvah   | 0 - 2 | 3 - 4  | 3 - 2  | Ethnikos Achna         |      |
| 5     |           | Grasshopper Zürich     | 2 - 1 | 3 - 2  | 1 - 1  | La Gantoise            |      |
| 6     |           | Olympique de Marseille | 0 - 0 | 2 - 2E | 2 - 2  | Dniepr Dniepropetrovsk |      |
| 7     | Allemagne | Hertha Berlin          | 0 - 0 | 2 - 0  | 2 - 0  | FK Moscou              |      |
| 8     |           | SV Ried                | 3 - 1 | 4 - 2  | 1 - 1  | FC Tiraspol            |      |
| 9     |           | Newcastle United       | 1 - 1 | 4 - 1  | 3 - 0  | Lillestrøm SK          |      |
| 10    |           | Kalmar FF              | 1 - 0 | 2 - 3  | 1 - 3  | FC Twente              |      |
| 11    |           | OB Odense              | 1 - 0 | 2 - 2E | 1 - 2  | Hibernian Édimbourg    |      |

Marseille et Odense se qualifient grâce à leur nombre de buts inscrits à l'extérieur.

Les 11 vainqueurs du troisième tour se qualifient pour le deuxième tour de qualification de la coupe UEFA 2006-2007.

## Attribution du trophée
Parmi les vainqueurs du troisième tour, l'équipe qui va le plus loin en Coupe UEFA est déclarée vainqueur de la Coupe Intertoto 2006.
- Trois clubs (FC Twente, SV Ried et NK Maribor) sont éliminés lors du deuxième tour préliminaire.
- Quatre clubs (Kayserispor, Ethnikos Achna, Olympique de Marseille et Hertha Berlin) sont éliminés lors du premier tour.
- Trois clubs (AJ Auxerre, Grasshopper Zürich, et OB Odense) sont éliminés lors de la phase de groupes.
- Newcastle United est la seule équipe à se qualifier pour les seizièmes de finale et est donc déclarée vainqueur de la Coupe Intertoto 2006[1],[2].